# Knister

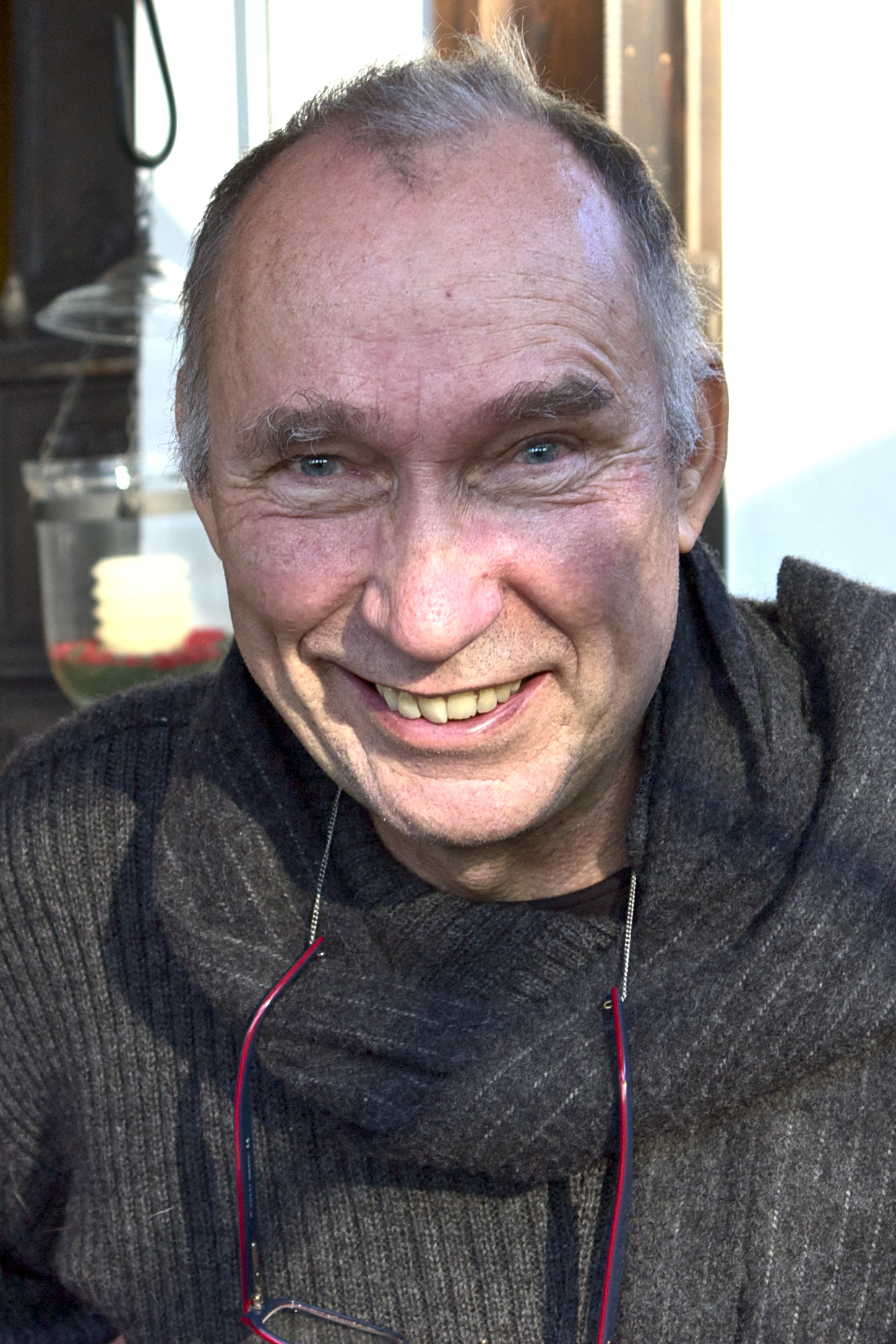
Knister, 2011

Knister, bürgerlich Ludger Jochmann (* 1952 in Bottrop) ist ein deutscher Kinderbuchautor. Besonders bekannt wurde er seit 1992 mit der Kinderbuchreihe Hexe Lilli.

## Leben und Wirken

### Herkunft und Ausbildung
Ludger Jochmann wuchs im Ruhrgebiet auf. Er studierte Sozialpädagogik an der Universität Essen und Rhythmik an der Folkwangschule in Essen. Nach dem Erwerb seines Diploms arbeitete er als Sonderpädagoge.

### Berufliche Laufbahn
Seit 1978 ist Jochmann als freier Autor und Komponist tätig. Zunächst arbeitete er für Kindertheater im Ruhrgebiet, dann auch für Funk und Fernsehen. 1980 erfolgte die erste Buchveröffentlichung, gefolgt von Tonträgern, Fernsehserien, Computerspielen und Produktionen für das Kino. Unter verschiedenen Pseudonymen hat er bereits mehrere Bücher für Erwachsene geschrieben, im Jahr 2000 veröffentlichte er erstmals einen Roman unter seinem bürgerlichen Namen.
Mit seiner Figur Hexe Lilli schreibt er für verschiedene Lesestufen und zum Fremdsprachenerwerb. Außerdem verfasst er Bilderbücher und bedient andere Medien, um Kinder an das Buch heranzuführen.
Sein Pseudonym wählte Knister aus seiner Rockmusikbegeisterung. Er nutzt Musik als Ausdrucksform bei seinen Vorstellungen für Kinder und stellte fest, dass danach eine „knisternde“ Spannung für leisere Geschichten entstand.

### Persönliches
Jochmann lebt in Wesel. Er ist verheiratet und hat drei erwachsene Kinder. Er ist passionierter Segler auf einem Plattbodenschiff und Hobbymusiker.

## Werke (Auswahl)
Knisters Bücher der Serie Hexe Lilli erscheinen im Verlag Arena Verlag, Würzburg und werden immer wieder neu aufgelegt.
- Hexe Lilli stellt die Schule auf den Kopf. Mit Illustrationen von Birgit Rieger. Arena Verlag, Würzburg 1994, ISBN 3-401-04491-5.
- Hexe Lilli macht Zauberquatsch. Mit Illustrationen von Birgit Rieger. 1994, ISBN 3-401-05911-4.
- Hexe Lilli und der Zirkuszauber. Mit Illustrationen von Birgit Rieger. 1994, ISBN 3-401-04534-2.
- Hexe Lilli – Der Drache und das magische Buch. 2008, ISBN 978-3-401-06288-4 (Sonderausgabe mit Bildern aus dem Kinofilm)
- Hexe Lilli – Die Reise nach Mandolan,. 2010, ISBN 978-3-401-06526-7
- Hexe Lilli und Hektors verzwickte Drachenprüfung. ISBN 978-3-401-06371-3
- Hexe Lilli in Lilliput. 2009, ISBN 978-3-401-06355-3
- Hexe Lilli und der schreckhafte Wikinger. 2005, ISBN 978-3-401-05371-4
- Hexe Lilli feiert Geburtstag. 1999, ISBN 978-3-401-07544-0
- Hexe Lilli und das magische Schwert. 2001, ISBN 978-3-401-05265-6
- Hexe Lilli zaubert Hausaufgaben. 1999, ISBN 978-3-401-07421-4
- Hexe Lilli und der Vampir mit dem Wackelzahn. 2002, ISBN 978-3-401-08185-4
- Hexe Lilli bei den Piraten. 2001, ISBN 978-3-401-04547-4
- Hexe Lilli und der Weihnachtszauber. 1999, ISBN 978-3-401-04551-1
- Hexe Lilli wird Detektivin. 1999, ISBN 978-3-401-04631-0
- Hexe Lilli im wilden Wilden Westen. 1996, ISBN 978-3-401-04687-7
- Hexe Lilli und das wilde Indianerabenteuer. 1998, ISBN 978-3-401-04764-5
- Hexe Lilli im Fußballfieber. 1998, ISBN 978-3-401-04569-6
- Hexe Lilli und das Geheimnis der Mumie. 1999, ISBN 978-3-401-04935-9
- Hexe Lillis Partyzauber – Tolle Ideen für Kinderfeste. 2005, ISBN 978-3-401-02442-4
- Hexe Lillis geheime Zauberschule: Hexenleichte Zaubertricks. 2003, ISBN 978-3-401-05500-8
- Hexe Lilli fliegt zum Mond. 2007, ISBN 978-3-401-06141-2
- Hexe Lilli im Land der Dinosaurier. 2006, ISBN 978-3-401-06058-3
- Weihnachtszeit, Zauberzeit mit Hexe Lilli: Tolle Ideen zum Basteln und Spielen. 1997, ISBN 978-3-401-04770-6
- Das Hexe-Lilli-Expertenbuch. 2007, ISBN 978-3-401-06105-4
- Hexe Lilli rettet Weihnachten, mit Illustrationen von Birgit Rieger, Arena Verlag 2017, ISBN 978-3-401-70946-8

Einige Bücher aus der Serie gibt es auch auf Englisch, zum Erlernen der Sprache
- Lilli the Witch - Trouble at School. 2003, ISBN 978-3-401-02850-7
- Lilli the Witch at Vampire Castle. 2004, ISBN 978-3-401-02425-7
- Lilli the Witch - Magic Homework. 2005, ISBN 978-3-401-08790-0 (auch als Audio-CD)
- Lilli the Witch and the Wild Dinosaurs. 2006, ISBN 978-3-401-08949-2 (auch als Audio-CD)
- Lilli the Witch and the Birthday Party. 2007, ISBN 978-3-401-09226-3 (auch als Hörbuch und Audio-CD)

Eine eigene Reihe bilden die Bände aus der Reihe Sachwissen (Auswahl):
- Hexe Lillis Sachwissen. Delfine und Wale. 2009, ISBN 978-3-401-09387-1
- Hexe Lillis Sachwissen. Piraten. 2006, ISBN 978-3-401-09059-7

Die Figur der Hexe Lilli wird auch für den Leseunterricht mit Arbeitsheften für Kinder ab sieben Jahre genutzt
- BINGO-Arbeitsheft. Hexe Lilli feiert Geburtstag. 2014, ISBN 978-3-401-41369-3
- BINGO-Arbeitsheft. Hexe Lilli und das verzauberte Fußballspiel. 2014, ISBN 978-3-401-41437-9

Eine weitere Reihe mit Kinderbüchern befasst sich mit der Figur Yoko:
- Wer verflixt ist Yoko. 2011, ISBN 978-3-401-06634-9
- Yoko mischt die Schule auf. 2011, ISBN 978-3-401-06636-3
- Viel Wirbel um Yoko. 2003, ISBN 978-3-401-05531-2
- Yoko und die Gruselnacht im Klassenzimmer. 2011, ISBN 978-3-401-06638-7
- Yoko - Mein ganz besonderer Freund. 2011, ISBN 978-3-401-06632-5

Von einem fliegenden Teppich erzählt die ältere Kinderbuchserie Teppichpiloten:
- Teppichpiloten. 1990, ISBN 978-3-401-04252-7
- Teppichpiloten starten durch. 1991, ISBN 978-3-401-04377-7
- Teppichpiloten mit Geheimauftrag. 1992, ISBN 978-3-401-04395-1
- Teppichpiloten erobern den Weltraum. 1999, ISBN 978-3-401-04852-9

### Bilderbücher
- Das verspreche ich dir. Zeichnungen von Eve Tharlet. 2006, ISBN 978-3-86566-038-1
- ...ja wenn das so ist! Zeichnungen von Mandy Schlundt. 2007, ISBN 978-3-86566-056-5
- Wo ist mein Schuh, fragt die Kuh: Geschichten und Spiele. Zeichnungen von Silvio Neuendorf. 2001, ISBN 978-3-401-07972-1
- Hatschi! Das kunterbunte SchnupfenNasenBuch (mit Sabine Lohf). 1995, ISBN 978-3-401-04606-8
- SOS - Kleiner Bär ruft Großer Bär. Zeichnungen von Wahed Khakdan. 2022, ISBN 978-3-03934-022-4 minedition

### Weitere Bücher
- Knisters Lach- und Machgedichte (Illustrationen: Paul Maar). Thienemann, Stuttgart 1997, ISBN 978-3-522-43256-6
- Bröselmann und das Steinzeitei. Arena Verlag, Würzburg 1996, ISBN 978-3-401-04360-9
- Die Reiter des eisernen Drachen (Illustrationen: Manfred Schlüter). 1992, ISBN 978-3-401-04173-5
- Willi Wirsing. Erste Auflage 1988, ISBN 3-401-04242-4, Arena Verlag
- Alles Spaghetti. 1993, ISBN 978-3-401-04477-4
- Die Sockensuchmaschine. 2012, ISBN 978-3-401-50060-7, zuerst 1989
- Knisters Nikolauskrimi. 1993, ISBN 978-3-401-04456-9
- Knuspermaus im Weihnachtshaus: Geschichten und Spiele. 2002, ISBN 978-3-401-08193-9

### Computerspiele
- Hexe Lilli: Abenteuer im Königsschloss CD-ROM
- Drachenspaß mit Hexe Lilli

### Tonträger
- Musik im Kopf (mit Theo Jörgensmann)

## Theateradaptationen
- Hexe Lilli fliegt zum Mond. Sternwarte Hamburg
- Hexe Lilli - Das Musical. Kölner Bühne
- Hexe Lilli - Das Puppenspiel. Mülheimer Figurentheater WODO

## Verfilmungen
- 2004–2007: Hexe Lilli – Die Zeichentrickserie
- 2009: Hexe Lilli – Der Drache und das magische Buch
- 2011: Hexe Lilli – Die Reise nach Mandolan
- 2012: Yoko
- 2017: Hexe Lilli rettet Weihnachten